# Juania australis
Juania australis ist eine auf den Juan-Fernández-Inseln vor der Küste Chiles heimische Palmenart. Sie ist der einzige Vertreter der Gattung Juania.

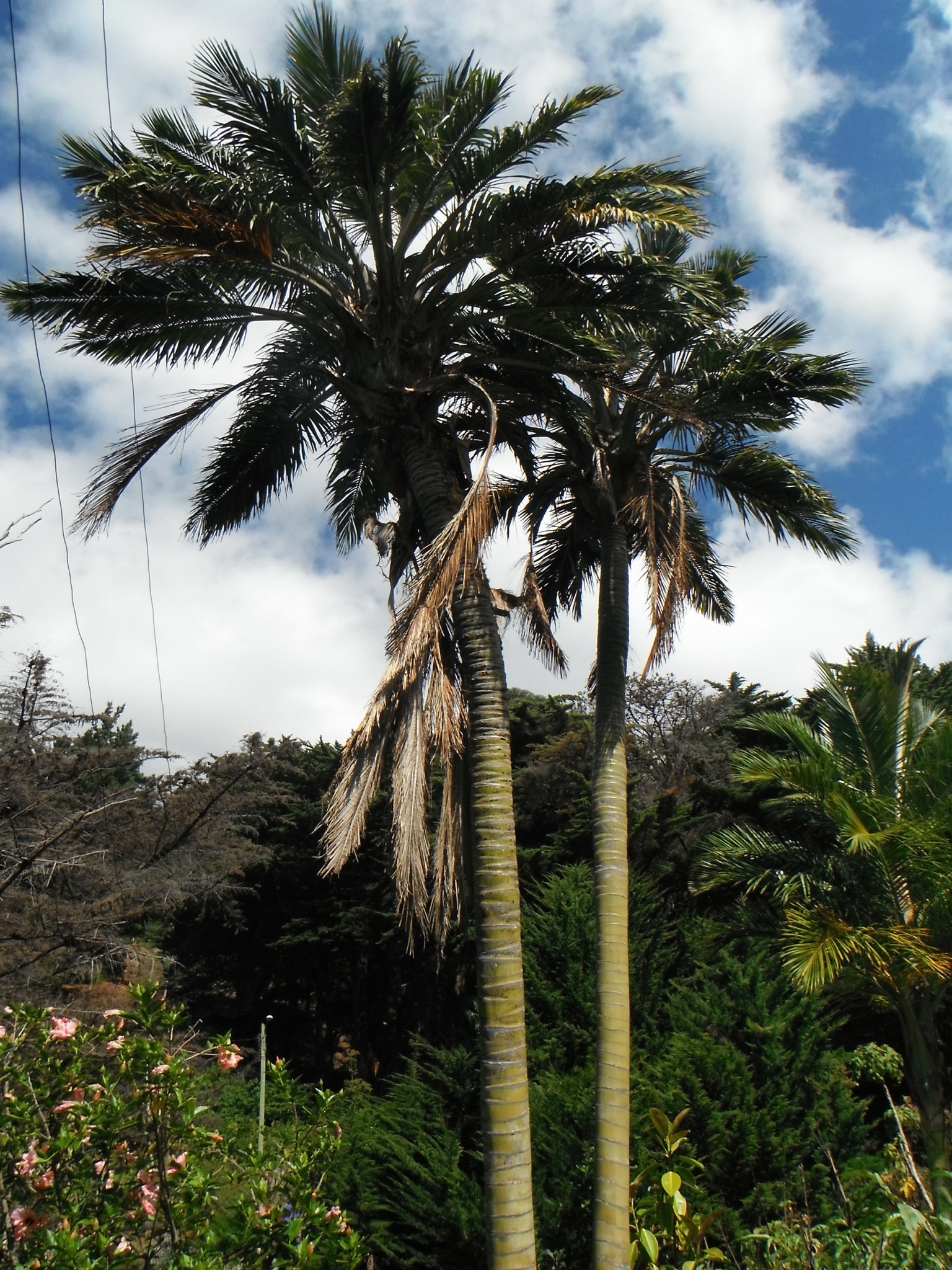
Habitus

## Merkmale
Juania australis ähnelt den verwandten Gattungen Ceroxylon und Oraniopsis, unterscheidet sich von diesen aber durch folgende Merkmalskombination: Das Vorblatt am Blütenstand ist vollständig, die Kronblätter sind frei, die Zahl der Staubblätter ist stets sechs, die Narbenreste an der Frucht stehen stets exzentrisch und subapikal. 
Es sind diözische, fiederblättrige Palmen. Sie stehen einzeln, sind mäßig groß, unbewehrt und mehrmals blühend. Die Stämme sind etwas gedrungen, die Blattnarben stehen schräg. Die Internodien werden ab der Mitte der Höhe kürzer, im Kronenbereich sind sie sehr kurz. Ihre Oberfläche ist grün und sehr glatt. Die Blätter sind gefiedert, die Segmente sind reduplicat gefaltet (Λ-förmig). Sie stehen zunächst senkrecht, später stehen sie seitlich ab. Die Blattscheiden sind faserig, reißen gegenüber dem Blattstiel auf und bilden keinen Kronenschaft. 
Die Blütenstände stehen einzeln zwischen den Blättern, meist werden zwei pro Jahr gebildet. Sie sind zweifach verzweigt. Die Blüten sind weiß und stehen einzeln an den Achsen. Die Frucht ist kugelig, zur Reife orange-rot mit glattem Exokarp, einem saftigen und orangen Mesokarp. Dieses besitzt an der Innenseite wenige, flache, längsgerichtete, unverzweigte, weißliche Fasern. Das Endokarp ist sehr dünn und knorpelig und liegt dem Samen an. 
Die Chromosomenzahl ist unbekannt.

## Verbreitung und Standorte
Juania australis ist auf den Juan-Fernández-Inseln endemisch. Sie wächst hier an Steilhängen und Graten des tieferen und höheren Bergwaldes in Höhen von 200 bis 800 m, mit dem Schwerpunkt über 800 m. Die Art ist an ihren natürlichen Standorten durch eingeführte Ziegen gefährdet. Da die Art schwer zu kultivieren ist, ist sie sowohl in freier Natur als auch in Kultur selten.

## Taxonomie und Systematik
Die Gattung Juania wurde 1878 von Oscar Drude in Nachrichten von der Königlichen Gesellschaft der Wissenschaften und von der Georg-Augusts-Universität Göttingen, Jahrgang 1878 Seite 40 erstbeschrieben. Der Gattungsname leitet sich von den Juan-Fernández-Inseln, der Heimat der Gattung, ab.
Juania wird innerhalb der Familie in die Unterfamilie Ceroxyloideae, Tribus Ceroxyleae eingeordnet. Die Gattung ist monotypisch, sie besteht aus der einzigen Art Juania australis. Ihre Schwestergruppe ist Ceroxylon.
In der World Checklist of Selected Plant Families der Royal Botanic Gardens, Kew, wird nur die Art Juania australis anerkannt.

## Belege
- John Dransfield, Natalie W. Uhl, Conny B. Asmussen, William J. Baker, Madeline M. Harley, Carl E. Lewis: Genera Palmarum. The Evolution and Classification of Palms. Zweite Auflage, Royal Botanic Gardens, Kew 2008, ISBN 978-1-84246-182-2, S. 339–341.